# Agía Marína (ort i Grekland, Epirus, Nomós Ioannínon)
Agía Marína (Agia Marina) är en ort i Grekland.   Den ligger i prefekturen Nomós Ioannínon och regionen Epirus, i den nordvästra delen av landet, 300 km nordväst om huvudstaden Aten. Agía Marína ligger 701 meter över havet och antalet invånare är 388.
Terrängen runt Agía Marína är kuperad åt sydväst, men åt nordost är den bergig. Runt Agía Marína är det mycket tätbefolkat, med 1 056 invånare per kvadratkilometer. Närmaste större samhälle är Ioánnina, 7,4 km söder om Agía Marína. Trakten runt Agía Marína består till största delen av jordbruksmark.